# Nekrolog 2. Quartal 1990
Nekrolog
◄◄
| ◄
| 1986
| 1987
| 1988
| 1989
| 1990 | 1991 | 1992 | 1993 | 1994 | ► | ►►
1. Quartal |
2. Quartal |
3. Quartal |
4. Quartal 1990
Weitere Ereignisse | Allgemeiner Nekrolog 1990
Die Beschreibung der verstorbenen Person sollte so kurz wie möglich gehalten sein und nur deren signifikante Tätigkeit(en) enthalten.
Neue Namen ggf. auch unter dem Geburts- und Sterbedatum, also etwa unter 1. Januar und im Geburts- und Sterbejahr (2024) eintragen (nur bei entsprechender großer Wichtigkeit). Für Beispiele siehe die schon vorhandenen Artikel.
Außerdem über die fünf zuletzt Verstorbenen, zu denen es einen ausreichend guten Artikel für eine Präsentation auf der Hauptseite gibt, nach der todesbedingten Überarbeitung der Artikel ggf. auch unter Wikipedia Diskussion:Hauptseite informieren und sie am besten auch in den anderen Wikipedia-Sprachversionen eintragen. Tipp: Regelmäßig bei news.google.de nach „ist tot“, „gestorben“ oder „verstorben“ suchen.
Wenn eine Person gestorben ist, gibt es viele Seiten zu dieser Person in der Wikipedia, die davon auch betroffen sind und entsprechend aktualisiert werden müssen. Beispiele: Namenübersichtsseite, Geburtsjahr, Geburtsort-Seiten und viele mehr.
Wie finde ich die betroffenen Seiten?
Im Suchfeld auf der linken Seite gibt man den Suchbegriff so ein: „Vorname Nachname“. Dann klickt man auf Volltext und alle Seiten mit entsprechendem Suchtext werden aufgerufen. Hier sieht man dann schnell, wo auch das Todesjahr Sinn macht oder sogar ein Teil des Artikels angepasst werden muss. Auch hilft das „Werkzeug“ auf der linken Seite sehr gut, um solche Seiten aufzufinden: „Links auf diese Seite“. Somit ist die Wikipedia wieder aktuell in allen Bereichen! Hinweis: bei Eintragung der Kategorie „Gestorben JAHR“ wird der Missbrauchsfilter 49 ausgelöst, was jedoch nicht schlimm ist. Siehe: Spezial:Missbrauchsfilter/49
Dies ist eine Liste von im zweiten Quartal 1990 verstorbenen bekannten Persönlichkeiten. Die Einträge erfolgen innerhalb der einzelnen Daten alphabetisch sortiert. Tiere sind im Nekrolog für Tiere zu finden.

## April
| Tag       | Name                                    | Beruf, bekannt als                                                                         | Alter | Beleg |
| --------- | --------------------------------------- | ------------------------------------------------------------------------------------------ | ----- | ----- |
| 1. April  | Wilhelm Fucks                           | deutscher Physiker und Autor                                                               | 87    |       |
| 1. April  | Arthur Jopp                             | deutscher Schauspieler und Regisseur                                                       | 87    |       |
| 1. April  | Christian Lindow                        | deutsch-schweizerischer Maler und Plastiker                                                | 44    |       |
| 1. April  | Hans Lünenborg                          | deutscher Maler und Glaskünstler                                                           | 85    |       |
| 1. April  | Carlos Peucelle                         | argentinischer Fußballspieler und -trainer                                                 | 81    |       |
| 1. April  | Alfred Schnüttgen                       | deutscher Ordensgeistlicher und Missionar                                                  | 60    |       |
| 1. April  | Francesco Alessandro Ugolini            | italienischer Romanist, Grammatiker, Lexikograf und Dialektologe                           | 79    |       |
| 1. April  | Olaf Ussing                             | dänischer Schauspieler                                                                     | 82    |       |
| 1. April  | Russell Vis                             | US-amerikanischer Ringer                                                                   | 89    |       |
| 1. April  | Bracha Zefira                           | israelische Sängerin und Schauspielerin                                                    | 79    |       |
| 2. April  | Aldo Fabrizi                            | italienischer Filmschauspieler und Regisseur                                               | 84    |       |
| 2. April  | Friedhelm Kemper                        | deutscher Politiker (NSDAP), MdR                                                           | 83    |       |
| 3. April  | József Ács                              | ungarischer Maler und Kunstkritiker jugoslawischer Staatsangehörigkeit                     | 75    |       |
| 3. April  | Wolfgang Hütter                         | österreichisch-deutscher Ingenieur                                                         | 80    |       |
| 3. April  | Adolf Pabst                             | US-amerikanischer Mineraloge                                                               | 90    |       |
| 3. April  | Fred Schulz                             | deutscher Fußballspieler und -trainer                                                      | 86    |       |
| 3. April  | Sarah Vaughan                           | US-amerikanische Jazz-Sängerin und Pianistin                                               | 66    |       |
| 3. April  | Otha Wearin                             | US-amerikanischer Politiker                                                                | 87    |       |
| 4. April  | Richard Ey                              | deutscher Landwirt und Politiker (FDP, CDU), MdL, MdB                                      | 67    |       |
| 4. April  | Karsten Hoydal                          | färöischer Schriftsteller und Politiker                                                    | 78    |       |
| 4. April  | Bernhard Rensch                         | deutscher Evolutionsbiologe                                                                | 90    |       |
| 4. April  | Karl Adolf Schwabe                      | deutscher Politiker (NSDAP), MdR                                                           | 80    |       |
| 4. April  | Cyrus Rowlett Smith                     | US-amerikanischer Handelsminister                                                          | 90    |       |
| 4. April  | Rudolf Stundl                           | österreichischer Musterentwerfer, Tapisserist, Erfinder der Pommerschen Fischerteppiche    | 93    |       |
| 4. April  | Cesare Valinasso                        | italienischer Fußballspieler                                                               | 80    |       |
| 4. April  | Paul Yoder                              | US-amerikanischer Komponist und Professor                                                  | 81    |       |
| 5. April  | Leif Geiges                             | deutscher Fotograf und Reporter                                                            | 74    |       |
| 5. April  | Ludwig Hollweck                         | deutscher Bibliothekar, Archivar und Lokalhistoriker                                       | 74    |       |
| 5. April  | Louis Nelson                            | US-amerikanischer Jazz-Posaunist                                                           | 87    |       |
| 5. April  | Paul Wanner                             | deutscher Schriftsteller                                                                   | 94    |       |
| 5. April  | Caroline Farrar Ware                    | US-amerikanische Historikerin und Sozialwissenschaftlerin                                  | 90    |       |
| 5. April  | Harold Claude Noel Williams             | anglikanischer Geistlicher und Provost (Dompropst) der Kathedrale von Coventry (1958–1981) | 75    |       |
| 6. April  | Carsten Byhring                         | norwegischer Schauspieler                                                                  | 71    |       |
| 6. April  | Peter Doherty                           | nordirischer Fußballspieler und -trainer                                                   | 76    |       |
| 6. April  | James MacNabb                           | britischer Ruderer                                                                         | 88    |       |
| 6. April  | Joel de Oliveira Monteiro               | brasilianischer Fußballtorhüter                                                            | 85    |       |
| 6. April  | Jewgeni Jakowlewitsch Sawizki           | sowjetischer Pilot                                                                         | 79    |       |
| 6. April  | Alfred Sohn-Rethel                      | französischer Volkswirtschaftler, Philosoph und Industriesoziologe                         | 91    |       |
| 7. April  | Ronald Ellwin Evans                     | US-amerikanischer Astronaut                                                                | 56    |       |
| 7. April  | Rudolf Schädler                         | liechtensteinischer Komponist, Holzbildhauer und Hotelier                                  | 87    |       |
| 7. April  | Arthur B. Singer                        | US-amerikanischer Tiermaler                                                                | 72    |       |
| 8. April  | Will Brandes                            | deutscher Schlagersänger                                                                   | 62    |       |
| 8. April  | Erich A. Bischof                        | deutscher Grafiker                                                                         | 90    |       |
| 8. April  | Herman Jessor                           | US-amerikanischer Architekt                                                                | 95    |       |
| 8. April  | Hans Korte                              | deutscher General                                                                          | 100   |       |
| 8. April  | Carl Müller                             | Schweizer Gynäkologe                                                                       | 86    |       |
| 8. April  | Jean Orieux                             | französischer Schriftsteller                                                               |       |       |
| 8. April  | J. Kenneth Robinson                     | US-amerikanischer Politiker                                                                | 73    |       |
| 8. April  | Ernest Steward                          | britischer Kameramann                                                                      | 76    |       |
| 8. April  | Friedrich Karl Vialon                   | deutscher Jurist und Staatssekretär                                                        | 84    |       |
| 8. April  | Martin Weinbaum                         | deutsch-US-amerikanischer Historiker                                                       | 87    |       |
| 8. April  | Ryan White                              | US-amerikanischer Aktivist gegen AIDS                                                      | 18    |       |
| 9. April  | Mário Américo                           | brasilianischer Physiotherapeut, Betreuer der brasilianischen Fußballnationalmannschaft    | 77    |       |
| 9. April  | Fritz Gassmann                          | Schweizer Geophysiker und Mathematiker                                                     | 90    |       |
| 9. April  | Wolfgang Junker                         | deutscher Politiker (SED), MdV, Minister für Bauwesen der DDR (1963–1989)                  | 61    |       |
| 9. April  | Yngve Lindegren                         | schwedischer Fußballspieler                                                                | 77    |       |
| 9. April  | Alfred Rieger                           | deutscher Politiker (FDP), MdL                                                             | 82    |       |
| 9. April  | Margarita Rudomino                      | sowjetische Bibliothekarin                                                                 | 89    |       |
| 9. April  | Carlos Alves de Souza Filho             | brasilianischer Diplomat                                                                   |       |       |
| 9. April  | Norbert Strolz                          | österreichischer Maler                                                                     | 67    |       |
| 10. April | Margarete Adler                         | österreichische Schwimmerin                                                                | 94    |       |
| 10. April | Hilmi Fırat                             | türkischer Admiral und Politiker                                                           |       |       |
| 10. April | Fortune Gordien                         | US-amerikanischer Leichtathlet                                                             | 67    |       |
| 10. April | Eberhard von Jähnichen                  | deutscher Maschinenbauingenieur                                                            | 75    |       |
| 10. April | Maria Kruse                             | deutsche Malerin und Komponistin                                                           | 87    |       |
| 10. April | Luo Niansheng                           | chinesischer Gräzist, Übersetzer und Philologe                                             | 85    |       |
| 10. April | Jakob Ritzmann                          | Schweizer Maler                                                                            | 95    |       |
| 10. April | Gerhard Schrader                        | deutscher Chemiker                                                                         | 87    |       |
| 11. April | Klaas Bolt                              | niederländischer Organist, Improvisator und Orgelsachverständiger                          | 63    |       |
| 11. April | Samuel Silverio Buitrago Trujillo       | kolumbianischer römisch-katholischer Ordensgeistlicher                                     | 59    |       |
| 11. April | Rudolf Ceyka                            | österreichischer Fußballspieler                                                            | 49    |       |
| 11. April | Ivar Lo-Johansson                       | schwedischer Schriftsteller                                                                | 89    |       |
| 11. April | Edmondo Lozzi                           | italienischer Filmeditor                                                                   | 73    |       |
| 11. April | Robert Reid                             | US-amerikanischer Skilangläufer                                                            | 91    |       |
| 11. April | Natalino Sapegno                        | italienischer Romanist, Italianist und Literaturwissenschaftler                            | 88    |       |
| 11. April | Günther Trommer                         | deutscher Politiker (SPD), MdL                                                             | 72    |       |
| 12. April | Hannelore Baender                       | deutsche Lehrerin und Politikerin                                                          | 70    |       |
| 12. April | Claus Hammel                            | deutscher Dramatiker                                                                       | 57    |       |
| 12. April | Gerd Higi                               | deutscher Fußballspieler und Trainer                                                       | 71    |       |
| 12. April | Kitagawa Fuyuhiko                       | japanischer Lyriker und Theaterkritiker                                                    | 89    |       |
| 12. April | Jef Lahaye                              | niederländischer Radrennfahrer                                                             | 51    |       |
| 12. April | Erich Netzsch                           | deutscher Unternehmer                                                                      | 86    |       |
| 12. April | Otto Neumann                            | deutscher Leichtathlet                                                                     | 87    |       |
| 12. April | Luis Trenker                            | Südtiroler Architekt, Bergsteiger, Schauspieler, Regisseur und Schriftsteller              | 97    |       |
| 12. April | Kurt Vethake                            | deutscher Autor, Hörspielregisseur und -produzent                                          | 70    |       |
| 13. April | S. Balachander                          | indischer Schauspieler, Filmregisseur und Musiker                                          | 63    |       |
| 13. April | Hans Reinerth                           | deutscher Archäologe                                                                       | 89    |       |
| 13. April | Virginio Rotondi                        | italienischer Jesuitenpater                                                                | 77    |       |
| 13. April | August Wolters                          | deutscher Gewerkschafter und Politiker (CDU), MdL, rheinland-pfälzischer Landesminister    | 87    |       |
| 14. April | Georges Finet                           | französischer Geistlicher                                                                  | 91    |       |
| 14. April | Mario Frustalupi                        | italienischer Fußballspieler                                                               | 47    |       |
| 14. April | Thurston Harris                         | US-amerikanischer R&B-Musiker                                                              | 58    |       |
| 14. April | Martin Kessel                           | deutscher Schriftsteller                                                                   | 89    |       |
| 14. April | Alv Kjøs                                | norwegischer Politiker (Høyre) und Offizier, Mitglied des Storting                         | 95    |       |
| 14. April | Günther Krupkat                         | deutscher Science-Fiction-Autor                                                            | 84    |       |
| 14. April | Georges Lacombe                         | französischer Filmregisseur                                                                | 87    |       |
| 14. April | Bernhard Roghmann                       | deutscher Jurist, Kommunalpolitiker (CDU) und Oberbürgermeister von Bottrop                | 75    |       |
| 14. April | Sabicas                                 | spanischer Flamencogitarrist                                                               | 78    |       |
| 15. April | Ulrich Becher                           | deutscher Schriftsteller und Stückeschreiber                                               | 80    |       |
| 15. April | John Bruce-Gardyne, Baron Bruce-Gardyne | britischer Journalist und Politiker, Mitglied des House of Commons                         | 60    |       |
| 15. April | Wolfgang Denzel                         | österreichischer Rennsportler, Konstrukteur und Unternehmer                                | 82    |       |
| 15. April | Greta Garbo                             | schwedische Filmschauspielerin                                                             | 84    |       |
| 15. April | Helmut Lemke                            | deutscher Politiker (NSDAP, CDU), MdL und Ministerpräsident von Schleswig-Holstein         | 82    |       |
| 15. April | Spark Matsunaga                         | US-amerikanischer Politiker                                                                | 73    |       |
| 15. April | Lawson P. Ramage                        | US-amerikanischer Militär, Vizeadmiral der United States Navy                              | 81    |       |
| 15. April | Karl-Heinrich Weise                     | deutscher Mathematiker und Hochschullehrer                                                 | 80    |       |
| 16. April | Karl Albert Pfänder                     | deutscher Künstler                                                                         | 83    |       |
| 16. April | Leendert van der Pijl                   | niederländischer Botaniker                                                                 | 86    |       |
| 16. April | Mary Talbot                             | US-amerikanische Entomologin                                                               | 86    |       |
| 17. April | Ralph Abernathy                         | US-amerikanischer Bürgerrechtler, baptistischer Geistlicher                                | 64    |       |
| 17. April | Paul Dimo                               | rumänischer Elektroingenieur                                                               | 84    |       |
| 17. April | J. McMillan Johnson                     | US-amerikanischer Artdirector, Szenenbildner und Filmtechniker                             | 77    |       |
| 17. April | Otto Last                               | deutscher Politiker (SED), stellvertretender Minister für Staatssicherheit                 | 84    |       |
| 17. April | Angelo Schiavio                         | italienischer Fußballspieler                                                               | 84    |       |
| 17. April | Karl Walz                               | deutscher Politiker (CDU), MdB                                                             | 89    |       |
| 18. April | Bob Drake                               | US-amerikanischer Automobilrennfahrer                                                      | 70    |       |
| 18. April | Gory Guerrero                           | mexikanischer Wrestler                                                                     | 69    |       |
| 18. April | Paul Kluke                              | deutscher Historiker und politischer Publizist                                             | 81    |       |
| 18. April | Friedrich Wilhelm Kraemer               | deutscher Architekt und Hochschullehrer                                                    | 82    |       |
| 18. April | Frédéric Rossif                         | französischer Filmregisseur, Drehbuchautor und Dokumentarfilmer                            | 67    |       |
| 18. April | Robert D. Webb                          | US-amerikanischer Regieassistent und Filmregisseur                                         | 87    |       |
| 19. April | Hans Nolte                              | deutscher Politiker (CDU), MdL                                                             | 60    |       |
| 19. April | Marco Aurelio Robles Méndez             | 32. Staatspräsident von Panama                                                             | 84    |       |
| 19. April | Curt Trepte                             | deutscher Schauspieler und Regisseur und Theaterintendant                                  | 87    |       |
| 20. April | Franz Berl                              | österreichischer Landwirt und Landtagsabgeordneter, Abgeordneter zum Nationalrat           | 63    |       |
| 20. April | Ernst Hammer                            | österreichischer Schriftsteller                                                            | 66    |       |
| 22. April | Walter Heitmann                         | deutscher Trabrennfahrer, Trainer im Trabrennsport und Pferdezüchter                       | 86    |       |
| 20. April | Simon Kohler                            | Schweizer Politiker                                                                        | 73    |       |
| 20. April | Hedda Koppé                             | Schweizer Schauspielerin                                                                   | 93    |       |
| 20. April | George Reindorp                         | britischer Theologe; Bischof von Guildford und Salisbury                                   | 78    |       |
| 20. April | Manfred Richter                         | deutscher Farbtheoretiker und Physiker                                                     | 84    |       |
| 20. April | Horst Sindermann                        | deutscher Politiker, MdV, Präsident der Volkskammer der DDR                                | 74    |       |
| 20. April | Arnold Daidalos Wande                   | deutscher Maler                                                                            | 65    |       |
| 21. April | Richard Bevan Braithwaite               | britischer Wissenschaftstheoretiker                                                        | 90    |       |
| 21. April | Erté                                    | russischer Illustrator, Bühnenbildner und Modedesigner                                     | 97    |       |
| 21. April | Frank J. Lausche                        | US-amerikanischer Politiker                                                                | 94    |       |
| 21. April | Bogusław Psujek                         | polnischer Langstreckenläufer                                                              | 33    |       |
| 22. April | Bob Davies                              | US-amerikanischer Basketballspieler                                                        | 70    |       |
| 22. April | Curt Horst                              | deutscher Politiker (NSDAP), MdR                                                           | 87    |       |
| 22. April | Rosalind Moss                           | britische Ägyptologin                                                                      | 99    |       |
| 22. April | Albert Salmi                            | US-amerikanischer Film- und Theaterschauspieler                                            | 62    |       |
| 22. April | Wilhelm Schnabl                         | österreichischer Maler und Zeichner                                                        | 86    |       |
| 22. April | Gustaf Wejnarth                         | schwedischer Leichtathlet                                                                  | 87    |       |
| 23. April | Ansgar Dreher                           | deutscher Benediktiner und Künstler                                                        | 77    |       |
| 23. April | Max Gebhard                             | deutscher Grafiker                                                                         | 84    |       |
| 23. April | Paulette Goddard                        | US-amerikanische Schauspielerin                                                            | 79    |       |
| 23. April | Mason Hale                              | US-amerikanischer Botaniker                                                                | 61    |       |
| 23. April | Vincent Joseph Hines                    | US-amerikanischer Geistlicher, Bischof von Norwich                                         | 77    |       |
| 23. April | Karl Mienes                             | deutscher Kunststoffchemiker und -techniker                                                | 85    |       |
| 23. April | Rudolf Weber                            | deutscher Bildhauer                                                                        | 90    |       |
| 24. April | Fred Klein                              | niederländischer Maler                                                                     | 92    |       |
| 24. April | Kazem Rajavi                            | iranischer Diplomat, Wissenschaftler und Menschenrechtsaktivist                            | 56    |       |
| 24. April | Immanuel Roesler                        | Schweizer Offizier                                                                         | 90    |       |
| 25. April | Dexter Gordon                           | US-amerikanischer Tenorsaxophonist                                                         | 67    |       |
| 25. April | Rufus Jones                             | US-amerikanischer Jazzmusiker                                                              | 53    |       |
| 25. April | Konstantin Grigorjewitsch Kromiadi      | pontosgriechischer antikommunistischer Offizier                                            |       |       |
| 25. April | Bernard C. Schoenfeld                   | US-amerikanischer Drehbuchautor                                                            | 82    |       |
| 26. April | Wesley Rose                             | US-amerikanischer Manager, Musikverleger und Musikproduzent                                | 72    |       |
| 26. April | John J. Winkler                         | US-amerikanischer Altphilologe und Benediktiner                                            | 46    |       |
| 27. April | Wladimir Alexandrowitsch Kanygin        | sowjetischer Gewichtheber                                                                  | 41    |       |
| 27. April | Hellmuth Klauhs                         | österreichischer Bankdirektor                                                              | 62    |       |
| 27. April | Ada Natali                              | italienische Politikerin                                                                   | 92    |       |
| 27. April | Rudolf Noll                             | österreichischer Archäologe                                                                | 84    |       |
| 27. April | Willy Pieper                            | Schweizer Regattasegler                                                                    | 78    |       |
| 27. April | Rudolf Sieber-Lonati                    | österreichischer Zeichner und Illustrator                                                  | 65    |       |
| 27. April | Bella Spewack                           | US-amerikanische Drehbuchautorin rumänischer Herkunft                                      | 91    |       |
| 27. April | Wladimir Stojtschew                     | bulgarischer General                                                                       | 98    |       |
| 27. April | Earl Wilson                             | US-amerikanischer Politiker                                                                | 84    |       |
| 28. April | Lucien Gekiere                          | belgischer Komponist und Dirigent                                                          | 77    |       |
| 28. April | Horst Claus Recktenwald                 | deutscher Wirtschaftswissenschaftler                                                       | 70    |       |
| 29. April | Enrique Almada                          | uruguayischer Komiker, Schauspieler, Schriftsteller, Komponist und Musiker                 | 55    |       |
| 29. April | Jacek Bednarek                          | polnischer Jazzmusiker und Komponist                                                       | 45    |       |
| 29. April | Max Bense                               | deutscher Philosoph, Schriftsteller und Publizist                                          | 80    |       |
| 29. April | Mieczysław Burda                        | polnischer Eishockeyspieler und -trainer                                                   | 74    |       |
| 29. April | Carl Helmut Hertz                       | deutsch-schwedischer Pionier im Feld der Sonographie                                       | 69    |       |
| 29. April | Hartmut Kleineidam                      | deutscher Romanist, Sprachwissenschaftler und Grammatiker                                  | 51    |       |
| 29. April | Sammy Lawhorn                           | US-amerikanischer Bluesgitarrist                                                           | 54    |       |
| 30. April | Helmut Berndt                           | deutscher Leichtathlet, Wintersportler und Sportfunktionär                                 | 74    |       |
| 30. April | Herbert Jankuhn                         | deutscher Prähistoriker und Universitätsprofessor                                          | 84    |       |
| 30. April | Snuffy Jenkins                          | US-amerikanischer Countrymusiker                                                           | 81    |       |
| 30. April | Karl Klingenfuß                         | deutscher Diplomat                                                                         | 89    |       |
| 30. April | Theodor Kloter                          | Schweizer Politiker (LdU)                                                                  | 74    |       |
| 30. April | Reidar Nyborg                           | norwegischer Skilangläufer                                                                 | 67    |       |
| 30. April | Mario Pizziolo                          | italienischer Fußballspieler                                                               | 80    |       |
| 30. April | Eduardo Valdatti                        | argentinischer Fußballspieler und -trainer                                                 |       |       |
| 30. April | Mark Zborowski                          | US-amerikanischer Anthropologe und NKWD-Agent                                              | 82    |       |
|           | Walter Knabenhans                       | Schweizer Radrennfahrer                                                                    | 84    |       |
|           | Willy Weibel                            | Schweizer Leichtathlet                                                                     | 83    |       |

## Mai
| Tag     | Name                                     | Beruf, bekannt als                                                                           | Alter | Beleg |
| ------- | ---------------------------------------- | -------------------------------------------------------------------------------------------- | ----- | ----- |
| 1. Mai  | Sunset Carson                            | US-amerikanischer Western-Schauspieler                                                       | 69    |       |
| 1. Mai  | Ralph Connor                             | US-amerikanischer Chemiker                                                                   | 82    |       |
| 1. Mai  | Lothar Geitler                           | österreichischer Botaniker und Cytologe                                                      | 90    |       |
| 1. Mai  | Hans Harder                              | deutscher Professor an der Pädagogischen Hochschule zu Kiel                                  | 87    |       |
| 1. Mai  | Ingo Kümmel                              | deutscher Kunstvermittler und Galerist                                                       | 52    |       |
| 1. Mai  | Lewis Leary                              | US-amerikanischer Literaturwissenschaftler                                                   | 84    |       |
| 1. Mai  | Jindřich Maudr                           | tschechoslowakischer Ringer                                                                  | 84    |       |
| 2. Mai  | Germain Bazin                            | französischer Kunsthistoriker und Museumskonservator                                         | 88    |       |
| 2. Mai  | Ronald Murray Berndt                     | australischer Anthropologe                                                                   | 73    |       |
| 2. Mai  | Mejer Felixowitsch Bokschtein            | sowjetischer Mathematiker                                                                    | 76    |       |
| 2. Mai  | William L. Dawson                        | US-amerikanischer Komponist, Chordirigent und Musikpädagoge                                  | 90    |       |
| 2. Mai  | Horst Schlimper                          | deutscher Politiker (SED) und Sportfunktionär                                                | 74    |       |
| 2. Mai  | Kurt Trautwein                           | deutscher Fußballspieler                                                                     | 84    |       |
| 2. Mai  | Frits Warmolt Went                       | niederländisch-US-amerikanischer Botaniker                                                   | 86    |       |
| 2. Mai  | Friedrich Wulf                           | deutscher Ordensgeistlicher (Jesuit), Schriftsteller und Konzilstheologe                     | 81    |       |
| 3. Mai  | Mary Katherine Campbell                  | US-amerikanische Schönheitskönigin (Miss America 1922 und 1923)                              | 83    |       |
| 3. Mai  | Hellmuth Dempe                           | deutscher Philosoph und Sprachwissenschaftler                                                | 86    |       |
| 3. Mai  | Dovima                                   | US-amerikanisches Fotomodell                                                                 | 62    |       |
| 3. Mai  | Karl Ibach                               | deutscher Politiker (SPD) und Widerstandskämpfer im Dritten Reich                            | 75    |       |
| 3. Mai  | Peter Koch                               | deutscher Generalmajor im Ministerium für Staatssicherheit (MfS)                             | 60    |       |
| 3. Mai  | Pimen I.                                 | russischer Geistlicher, Patriarch von Moskau                                                 | 79    |       |
| 4. Mai  | Aleksys Churginas                        | litauischer Dichter und Übersetzer                                                           | 77    |       |
| 4. Mai  | Emily Remler                             | US-amerikanische Jazzgitarristin                                                             | 32    |       |
| 4. Mai  | Shepard Stone                            | US-amerikanischer Journalist und Gründer des Berliner Aspen-Instituts                        | 82    |       |
| 5. Mai  | Henning von Arnim                        | deutscher Jurist, Oberfinanzpräsident                                                        | 74    |       |
| 5. Mai  | Walter Bruch                             | deutscher Elektrotechniker, Pionier des deutschen Fernsehens                                 | 82    |       |
| 5. Mai  | Rui Pinto Duarte                         | brasilianischer Moderner Fünfkämpfer                                                         | 78    |       |
| 5. Mai  | Reginald Goodall                         | englischer Dirigent                                                                          | 88    |       |
| 5. Mai  | Kurt Gregor                              | deutscher Politiker (SED), MdV, Minister für Außenhandel und Innerdeutschen Handel der DDR   | 82    |       |
| 05. Mai | Jean Keller                              | französischer Leichtathlet                                                                   | 84    |       |
| 6. Mai  | Charles Farrell                          | US-amerikanischer Schauspieler                                                               | 88    |       |
| 6. Mai  | Lotte Jacobi                             | deutsch-US-amerikanische Porträt-, Theater- und Kunstfotografin                              | 93    |       |
| 6. Mai  | Hermann Mörchen                          | deutscher Philosoph, Religions- und Literaturwissenschaftler                                 | 84    |       |
| 6. Mai  | Irmtraud Morgner                         | deutsche Schriftstellerin                                                                    | 56    |       |
| 6. Mai  | Johnny Müller                            | deutscher Mundharmonikasolist, Klarinetten- und Saxophonspieler                              | 75    |       |
| 6. Mai  | Paul Schib                               | Schweizer Politiker (KVP)                                                                    | 89    |       |
| 7. Mai  | Andreas von Jugoslawien                  | jugoslawischer Adliger und Prinz                                                             | 60    |       |
| 7. Mai  | Ann Bishop                               | britische Biologin und Mitglied der Royal Society                                            | 90    |       |
| 7. Mai  | Elizete Cardoso                          | brasilianische Sängerin                                                                      | 69    |       |
| 7. Mai  | Aslan Chasbijewitsch Chadarzew           | sowjetischer Ringer ossetischer Herkunft                                                     | 29    |       |
| 7. Mai  | Fernando Gamboa                          | mexikanischer Künstler und Museograph                                                        | 81    |       |
| 7. Mai  | Hertha Karasek-Strzygowski               | österreichisch-deutsche Künstlerin und Schriftstellerin                                      | 93    |       |
| 7. Mai  | Wilhelm Albert Kettner                   | deutscher Politiker (CDU)                                                                    | 77    |       |
| 7. Mai  | Berta Waterstradt                        | deutsche Hörspiel- und Filmautorin, Widerstandskämpferin                                     | 82    |       |
| 8. Mai  | Willi Bißbort                            | deutscher Politiker (FDP), MdL                                                               | 80    |       |
| 8. Mai  | August Grothues                          | deutscher Politiker (CDU), MdL                                                               | 94    |       |
| 8. Mai  | Luigi Nono                               | italienischer Komponist                                                                      | 66    |       |
| 8. Mai  | Tomás Séamus Ó Fiaich                    | nordirischer Geistlicher, Erzbischof von Armagh und Kardinal der römisch-katholischen Kirche | 66    |       |
| 8. Mai  | Walter Peitgen                           | deutscher Lokalpolitiker                                                                     | 75    |       |
| 8. Mai  | Gustav Rudolf Sellner                    | deutscher Regisseur und Theaterleiter                                                        | 84    |       |
| 8. Mai  | Konstantin Vidal                         | deutscher Politiker (CSU)                                                                    | 89    |       |
| 9. Mai  | Lucie Begov                              | österreichische Schriftstellerin und Übersetzerin                                            | 88    |       |
| 9. Mai  | David Stuart Parker                      | US-amerikanischer Armeeoffizier und Gouverneur der Panamakanalzone                           | 71    |       |
| 9. Mai  | Hans Sittner                             | österreichischer Jurist, Musiklehrer, Autor und Pianist                                      | 86    |       |
| 10. Mai | Bruno Arno                               | deutscher Schauspieler, Kabarettist, Choreograph und Tänzer                                  | 88    |       |
| 10. Mai | Luis Miguel Cantón Marín                 | mexikanischer Geistlicher, Bischof von Tapachula                                             | 51    |       |
| 10. Mai | Karl Kübler                              | deutscher Klassischer Archäologe                                                             | 92    |       |
| 10. Mai | Therese Neudorfer                        | österreichische Politikerin (SPÖ), oberösterreichische Landtagsabgeordnete                   | 69    |       |
| 10. Mai | Susan Oliver                             | US-amerikanische Filmschauspielerin, Filmregisseurin und Pilotin                             | 58    |       |
| 10. Mai | Walker Percy                             | US-amerikanischer Schriftsteller                                                             | 73    |       |
| 10. Mai | Francisco Pinochet                       | chilenischer Fußballspieler                                                                  | 42    |       |
| 10. Mai | Karl-Eduard Wilke                        | deutscher General                                                                            | 89    |       |
| 11. Mai | Simon Fuhrer                             | Schweizer Maler, Zeichner und Graphiker                                                      | 77    |       |
| 11. Mai | Heidemarie Hatheyer                      | österreichische Schauspielerin                                                               | 72    |       |
| 11. Mai | Wenedikt Wassiljewitsch Jerofejew        | russischer Schriftsteller                                                                    | 51    |       |
| 11. Mai | Elsa Korén                               | deutsche Schauspielerin                                                                      | 69    |       |
| 11. Mai | Franz Graf von Spreti                    | deutscher Politiker (CSU), Landradt von Landshut, Bezirkstagspräsident von Niederbayern      | 76    |       |
| 11. Mai | Harry Whittle                            | britischer Hürdenläufer und Weitspringer                                                     | 68    |       |
| 11. Mai | Hanne Wieder                             | deutsche Kabarettistin, Diseuse und Schauspielerin                                           | 65    |       |
| 12. Mai | Lotte Backes                             | deutsche Pianistin, Organistin und Komponistin                                               | 89    |       |
| 12. Mai | John E. Davis                            | US-amerikanischer Politiker                                                                  | 77    |       |
| 12. Mai | Andrei Pawlowitsch Kirilenko             | sowjetischer Politiker und langjähriges Mitglied des Politbüros der KPdSU                    | 83    |       |
| 12. Mai | Nate Monaster                            | US-amerikanischer Drehbuchautor                                                              | 78    |       |
| 13. Mai | Walter Brugger                           | deutscher Ordensgeistlicher und Philosoph                                                    | 85    |       |
| 13. Mai | Jürgen Eick                              | deutscher Wirtschaftsjournalist, Publizist und Herausgeber                                   | 70    |       |
| 13. Mai | Hans Raff                                | deutscher Langstrecken- und Hindernisläufer                                                  | 79    |       |
| 13. Mai | Rudolf Schindler                         | deutscher Politiker (NDPD)                                                                   | 72    |       |
| 14. Mai | André Amellér                            | französischer Komponist und Musikpädagoge                                                    | 78    |       |
| 14. Mai | Lotte Berger                             | deutsche Schauspielerin                                                                      | 83    |       |
| 14. Mai | Éric Chanton                             | französischer Radrennfahrer                                                                  | 26    |       |
| 14. Mai | Gerald T. Flynn                          | US-amerikanischer Politiker                                                                  | 79    |       |
| 14. Mai | Otto Haberlandt                          | deutscher Politiker (SPD), MdL                                                               | 68    |       |
| 14. Mai | Martin Matthiessen                       | deutscher Täter des Holocaust, Wirtschaftschef im Reichskommissariat Ostland                 | 89    |       |
| 15. Mai | Gerhard Breit                            | deutscher Landrat und Ministerialdirektor                                                    | 59    |       |
| 15. Mai | Paula Brivkalne                          | lettische Opernsängerin (Sopran)                                                             | 83    |       |
| 15. Mai | Sverre B. Hamre                          | norwegischer General                                                                         | 71    |       |
| 15. Mai | Klaus-Dietrich Rudat                     | deutscher Mikrobiologe und Hochschullehrer                                                   | 71    |       |
| 15. Mai | Yves Van Massenhove                      | belgischer Radrennfahrer                                                                     | 81    |       |
| 16. Mai | Sammy Davis, Jr.                         | US-amerikanischer Sänger, Tänzer und Schauspieler                                            | 64    |       |
| 16. Mai | Anton Graßl                              | deutscher Ministerialbeamter                                                                 | 81    |       |
| 16. Mai | Fritz Greuner                            | deutscher Politiker (DDP, LDPD), MdV                                                         | 87    |       |
| 16. Mai | Jim Henson                               | US-amerikanischer Puppenspieler, Regisseur und Fernsehproduzent                              | 53    |       |
| 16. Mai | Rudolf Kern                              | Schweizer Maler und Zeichenlehrer                                                            | 53    |       |
| 16. Mai | Johannes Knecht                          | deutscher Agrarökonom und Gründungsdirektor                                                  | 86    |       |
| 16. Mai | Eduardo Mateo                            | uruguayischer Musiker und Komponist                                                          | 49    |       |
| 17. Mai | Manuel Anatol                            | spanisch-französischer Fußballspieler und Leichtathlet                                       | 87    |       |
| 17. Mai | Rudolf Breuß                             | österreichischer Heilpraktiker                                                               | 90    |       |
| 17. Mai | Auguste Jordan                           | französischer Fußballspieler und -trainer                                                    | 81    |       |
| 17. Mai | Fritz Klemm                              | deutscher Maler                                                                              | 87    |       |
| 17. Mai | Detlev Peukert                           | deutscher Historiker und Hochschullehrer                                                     | 39    |       |
| 17. Mai | Carlos Riquelme                          | mexikanischer Schauspieler                                                                   | 76    |       |
| 17. Mai | Frank Wright                             | US-amerikanischer Jazzmusiker                                                                | 54    |       |
| 18. Mai | Jill Ireland                             | britische Schauspielern und Produzentin                                                      | 54    |       |
| 18. Mai | Karl Meyer                               | deutscher Biochemiker                                                                        | 90    |       |
| 18. Mai | Hans Ulrich Scupin                       | deutscher Staatsrechtslehrer und Staatsphilosoph                                             | 87    |       |
| 18. Mai | Jannis Spyropoulos                       | griechischer Maler                                                                           | 78    |       |
| 18. Mai | Eje Thelin                               | schwedischer Jazzmusiker                                                                     | 51    |       |
| 18. Mai | Peter M. Thouet                          | deutscher Schriftsteller, Drehbuchautor und Regisseur                                        | 57    |       |
| 18. Mai | Joseph-Marie Trinh Van-Can               | vietnamesischer Kardinal der römisch-katholischen Kirche und Erzbischof von Hanoi            | 69    |       |
| 19. Mai | Hector Dyer                              | US-amerikanischer Leichtathlet                                                               | 79    |       |
| 19. Mai | Emil Kiesel                              | deutscher Geistlicher und Widerstandskämpfer gegen den Nationalsozialismus                   | 79    |       |
| 19. Mai | Johannes Schauff                         | deutscher Politiker (Zentrum), MdR                                                           | 87    |       |
| 19. Mai | Hermann Wulf                             | deutscher Arzt, Manager und Offizier                                                         | 74    |       |
| 20. Mai | Earl Seibert                             | kanadischer Eishockeyspieler                                                                 | 79    |       |
| 21. Mai | Erich Breese                             | deutscher Schauspieler, Hörspiel- und Synchronsprecher                                       | 63    |       |
| 21. Mai | Simon Hohenegger                         | deutscher Maler                                                                              | 92    |       |
| 21. Mai | Morris Levy                              | US-amerikanischer Produzent                                                                  | 62    |       |
| 21. Mai | Eddie Moore                              | amerikanischer Jazzmusiker (Schlagzeug)                                                      | 49    |       |
| 21. Mai | Franklyn Seales                          | US-amerikanischer Film- und Theaterschauspieler                                              | 37    |       |
| 21. Mai | Alexandre Thomas                         | französischer Politiker (SFIO), Mitglied der Nationalversammlung                             | 77    |       |
| 22. Mai | Herbert Baumann                          | deutscher Bildhauer                                                                          | 63    |       |
| 22. Mai | Reinhard Beine                           | deutscher Beamter und Politiker (FDP), MdL                                                   | 83    |       |
| 22. Mai | Rocky Graziano                           | US-amerikanischer Boxer                                                                      | 71    |       |
| 22. Mai | Annemarie Jacob                          | deutsche Malerin                                                                             | 99    |       |
| 22. Mai | Václav Tereba                            | tschechischer Tischtennisspieler                                                             | 71    |       |
| 23. Mai | Eduardo Adrián                           | argentinischer Tangosänger                                                                   | 62    |       |
| 23. Mai | Henry Gowa                               | deutscher Maler und Bühnenbildner                                                            | 87    |       |
| 23. Mai | Antonín Kapek                            | tschechoslowakischer kommunistischer Politiker                                               | 67    |       |
| 23. Mai | Giuseppe Santomaso                       | italienischer Maler                                                                          | 82    |       |
| 23. Mai | Stanley J. Sarnoff                       | US-amerikanischer Mediziner und Erfinder                                                     | 73    |       |
| 23. Mai | Ted Tinling                              | britischer Tennisfunktionär, Modedesigner, Schriftsteller                                    | 79    |       |
| 24. Mai | Jacques Lob                              | französischer Comicautor                                                                     | 57    |       |
| 24. Mai | Dries van der Lof                        | niederländischer Automobilrennfahrer                                                         | 70    |       |
| 24. Mai | Gerhard Neuenkirch                       | deutscher Politiker (SPD), MdHB                                                              | 83    |       |
| 24. Mai | Julijans Vaivods                         | lettischer Geistlicher, Erzbischof von Riga, Kardinal der römisch-katholischen Kirche        | 94    |       |
| 25. Mai | Paul Kielholz                            | Schweizer Psychiater                                                                         | 73    |       |
| 25. Mai | Hans-Werner Kraus                        | deutscher Offizier, zuletzt Kapitänleutnant der Kriegsmarine                                 | 74    |       |
| 25. Mai | Fritz Roubicek                           | österreichischer Ingenieur und Studentenhistoriker                                           | 76    |       |
| 25. Mai | Jeanne de Salzmann                       | französisch-schweizerische Ballett-Lehrerin und Gurdjieff-Schülerin                          | 101   |       |
| 26. Mai | Gerhard Brinkmann                        | deutscher Grafiker und Karikaturist                                                          | 76    |       |
| 26. Mai | Edouard Burnier                          | Schweizer evangelischer Theologe und Hochschullehrer                                         | 83    |       |
| 26. Mai | Marguerite S. Church                     | US-amerikanische Politikerin                                                                 | 97    |       |
| 26. Mai | Quirin Engasser                          | deutscher Schriftsteller                                                                     | 82    |       |
| 26. Mai | Emil Konopinski                          | US-amerikanischer Physiker                                                                   | 78    |       |
| 26. Mai | Horst Landrock                           | deutscher Uhrmacher und Uhrensammler                                                         | 85    |       |
| 26. Mai | Chris McGregor                           | südafrikanischer Pianist, Komponist und Bandleader                                           | 53    |       |
| 26. Mai | Hans Schellbach                          | deutscher Schauspieler, am überzeugendsten in Rollen gravitätischer Machtmenschen            | 64    |       |
| 26. Mai | Christa Siems                            | deutsche Volksschauspielerin                                                                 | 73    |       |
| 27. Mai | Hans Bunge                               | deutscher Dramaturg, Regisseur und Autor                                                     | 70    |       |
| 27. Mai | Heino Dissing                            | dänischer Radrennfahrer                                                                      | 77    |       |
| 27. Mai | Adele Duttweiler-Bertschi                | Schweizerin und Gattin des Migros-Gründers Gottlieb Duttweiler                               | 97    |       |
| 27. Mai | Emil Handschin                           | Schweizer Eishockeyspieler                                                                   | 62    |       |
| 27. Mai | Theodor Hillenhinrichs                   | deutscher Politiker (CDU), MdL                                                               | 89    |       |
| 27. Mai | F. Jessie MacWilliams                    | britische Mathematikerin                                                                     |       |       |
| 27. Mai | Robert B. Meyner                         | US-amerikanischer Politiker und Gouverneur des Bundesstaates New Jersey (1954–1962)          | 81    |       |
| 27. Mai | Takamine Mieko                           | japanische Filmschauspielerin und Sängerin                                                   | 71    |       |
| 28. Mai | Ralph Alger Bagnold                      | britischer Ingenieur                                                                         | 94    |       |
| 28. Mai | Giorgio Manganelli                       | italienischer Schriftsteller, Essayist, Kritiker, Journalist und Literaturwissenschaftler    | 67    |       |
| 28. Mai | Alexander von Muralt                     | Schweizer Physiker und Mediziner                                                             | 86    |       |
| 28. Mai | Taiichi Ōno                              | japanischer Ingenieur und Erfinder                                                           | 78    |       |
| 28. Mai | Wilhelm Wagenfeld                        | deutscher Produktdesigner                                                                    | 90    |       |
| 28. Mai | Gundel Wittmann                          | deutsche Leichtathletin und Handballspielerin                                                | 84    |       |
| 28. Mai | Friedrich Zippelius                      | sudetendeutscher Jurist und Regierungspräsident                                              | 88    |       |
| 29. Mai | Joseph Asher                             | US-amerikanischer Rabbiner                                                                   | 69    |       |
| 29. Mai | Herbert Spencer Duckworth                | US-amerikanischer Militär; Vizeadmiral der Amerikanischen Marine                             | 89    |       |
| 29. Mai | Hussein Onn                              | malaysischer Politiker, Premierminister von Malaysia (1976–1981)                             | 68    |       |
| 29. Mai | Kurt Köhler                              | deutscher Widerstandskämpfer und Oberst der NVA                                              | 79    |       |
| 30. Mai | John Caister Bennett                     | südafrikanischer Beamter und Amateurastronom                                                 | 76    |       |
| 30. Mai | Germán Cabrera                           | uruguayischer Bildhauer                                                                      | 87    |       |
| 30. Mai | John Francis Hackett                     | US-amerikanischer Geistlicher, Weihbischof in Hartford                                       | 78    |       |
| 30. Mai | Charles Morris, Baron Morris of Grasmere | britischer Philosoph, Hochschullehrer und Politiker                                          | 92    |       |
| 30. Mai | Wilderich Freiherr Ostman von der Leye   | deutscher Politiker (SPD), MdB                                                               | 66    |       |
| 30. Mai | José Solis Ruiz                          | spanischer Politiker                                                                         | 75    |       |
| 31. Mai | José d’Angelo Neto                       | brasilianischer Geistlicher, Erzbischof von Pouso Alegre                                     | 72    |       |
| 31. Mai | John Hawkes                              | australischer Tennisspieler                                                                  | 90    |       |
| 31. Mai | Erich Hoffmann                           | deutscher Radrennfahrer                                                                      | 77    |       |
| 31. Mai | Johannes Paul                            | deutscher Historiker                                                                         | 99    |       |
| 31. Mai | Willy Spühler                            | Schweizer Politiker                                                                          | 88    |       |
| Mai     | Elroy Dietzel                            | US-amerikanischer Rockabilly-Musiker                                                         | 53    |       |
| Mai     | Hans Günther Oesterreich                 | deutscher Hörfunkmoderator, Gründer von Radio Bremen                                         | 79    |       |

## Juni
| Tag      | Name                            | Beruf, bekannt als                                                                   | Alter | Beleg |
| -------- | ------------------------------- | ------------------------------------------------------------------------------------ | ----- | ----- |
| 1. Juni  | Eric Barker                     | britischer Schauspieler                                                              | 78    |       |
| 1. Juni  | Ernst Wilhelm Borchert          | deutscher Schauspieler und Synchronsprecher                                          | 83    |       |
| 1. Juni  | Heinrich Brauner                | österreichischer Mathematiker                                                        | 61    |       |
| 1. Juni  | Egidio Gavazzi                  | italienischer Benediktinerabt                                                        | 84    |       |
| 1. Juni  | Wiesław Kielar                  | polnischer Häftling im KZ Auschwitz-Birkenau                                         | 70    |       |
| 1. Juni  | Clyde McCoy                     | US-amerikanischer Jazz-Musiker und Bigband-Leader                                    | 86    |       |
| 1. Juni  | Günther Mickwausch              | deutscher Industrieformgestalter und Gebrauchsgrafiker                               | 81    |       |
| 2. Juni  | Frank Beetson junior            | US-amerikanischer Kostümbildner und Kostümberater                                    | 84    |       |
| 2. Juni  | Hermine Berthold                | deutsche Politikerin (SPD), MdBB                                                     | 94    |       |
| 2. Juni  | Claude Chabauty                 | französischer Mathematiker                                                           | 80    |       |
| 2. Juni  | Walter Davis junior             | US-amerikanischer Jazzpianist, Komponist und Arrangeur                               | 57    |       |
| 2. Juni  | Ewald Drechsel                  | deutscher Politiker (SPD), Bürgermeister und MdL Bayern                              | 63    |       |
| 2. Juni  | Jack Gilford                    | US-amerikanischer Schauspieler                                                       | 82    |       |
| 2. Juni  | Rex Harrison                    | britischer Schauspieler                                                              | 82    |       |
| 2. Juni  | Antonio Herin                   | italienischer Skilangläufer                                                          | 94    |       |
| 3. Juni  | Stiv Bators                     | US-amerikanischer Musiker, Schauspieler und Songwriter                               | 40    |       |
| 3. Juni  | Tom Brown                       | US-amerikanischer Schauspieler                                                       | 77    |       |
| 3. Juni  | Robert Noyce                    | US-amerikanischer Halbleiterpionier, Unternehmer und Mitgründer der Firma Intel      | 62    |       |
| 3. Juni  | Georg Seidel                    | deutscher Bühnenautor                                                                | 44    |       |
| 3. Juni  | Aino Taube                      | schwedische Film- und Theaterschauspielerin                                          | 77    |       |
| 3. Juni  | Hilde Uray                      | österreichische Bildhauerin und Grafikerin                                           | 85    |       |
| 3. Juni  | Ilse Voigt                      | deutsche Schauspielerin und Synchronsprecherin                                       | 85    |       |
| 4. Juni  | Friedrich Baser                 | deutscher Musikwissenschaftler und Musikkritiker                                     | 97    |       |
| 4. Juni  | Lothar Forcart                  | Schweizer Malakologe, Zoologe und Herpetologe                                        | 87    |       |
| 4. Juni  | Hans-Jürgen Voß                 | deutscher Tierarzt und Hochschullehrer                                               | 86    |       |
| 5. Juni  | Wolfgang von Dorrer             | deutscher Ingenieur und Ministerialbeamter                                           | 84    |       |
| 5. Juni  | Jim Hodder                      | US-amerikanischer Musiker                                                            | 42    |       |
| 5. Juni  | Burkhard Kommerell              | deutscher Internist und Radiologe                                                    | 89    |       |
| 5. Juni  | Wassili Wassiljewitsch Kusnezow | sowjetischer Politiker                                                               | 89    |       |
| 5. Juni  | Ernst Müller                    | Schweizer Forstwirt und Staatsbeamter                                                | 98    |       |
| 5. Juni  | Hanne Schorp-Pflumm             | deutsche Bildhauerin                                                                 | 68    |       |
| 5. Juni  | Georg Schulhoff                 | Vizepräsident des Zentralverbandes des Deutschen Handwerks (ZDH)                     | 91    |       |
| 5. Juni  | Peter Throckmorton              | US-amerikanischer Autor und Unterwasserarchäologe                                    |       |       |
| 5. Juni  | Frederick Nnabuenyi Ugonna      | nigerianischer Ethnologe, Linguist und Literaturwissenschaftler                      | 53    |       |
| 6. Juni  | Siegfried Goslich               | deutscher Dirigent und Musikredakteur                                                | 78    |       |
| 6. Juni  | Marcel Grignon                  | französischer Kameramann                                                             | 75    |       |
| 6. Juni  | Sabir Kamalow                   | sowjetisch-usbekischer Politiker                                                     | 80    |       |
| 6. Juni  | Walther Lammers                 | deutscher Historiker                                                                 | 76    |       |
| 6. Juni  | Joe Loss                        | britischer Musiker und Big-Band-Leiter                                               | 80    |       |
| 6. Juni  | György Sebestyén                | ungarisch-österreichischer Autor                                                     | 59    |       |
| 7. Juni  | Ernst Bartholomé                | deutscher Chemiker                                                                   | 81    |       |
| 7. Juni  | Timotheus Bitterli              | Schweizer Ordensgeistlicher                                                          | 85    |       |
| 7. Juni  | Lou Blackburn                   | US-amerikanischer Jazzposaunist                                                      | 67    |       |
| 7. Juni  | Winifred M. Deans               | britische Übersetzerin                                                               | 88    |       |
| 7. Juni  | Heinrich Greeven                | deutscher Theologe                                                                   | 83    |       |
| 7. Juni  | Moh Youn Sook                   | südkoreanische Lyrikerin und Abgeordnete der Gukhoe                                  | 80    |       |
| 7. Juni  | Alfredo Poveda                  | Präsident von Ecuador                                                                | 64    |       |
| 7. Juni  | Petar Šegvić                    | jugoslawischer Ruderer                                                               | 59    |       |
| 7. Juni  | Werner Wachsmuth                | deutscher Chirurg, Sanitätsoffizier und Hochschullehrer                              | 90    |       |
| 8. Juni  | Akaba Suekichi                  | japanischer Illustrator                                                              | 80    |       |
| 8. Juni  | José Figueres Ferrer            | Präsident Costa Ricas                                                                | 83    |       |
| 8. Juni  | Claude Godbillon                | französischer Mathematiker                                                           | 53    |       |
| 8. Juni  | Fritz Huhn                      | deutscher Leichtathlet                                                               | 89    |       |
| 9. Juni  | Charles de Cumont               | belgischer Generalleutnant                                                           | 88    |       |
| 9. Juni  | Eric Fletcher, Baron Fletcher   | Mitglied des House of Commons                                                        | 87    |       |
| 9. Juni  | John Holland                    | neuseeländischer Leichtathlet                                                        | 63    |       |
| 10. Juni | Ilja Livschakoff                | russisch-deutscher Geiger und Kapellmeister                                          | 86    |       |
| 10. Juni | Hubert Rostaing                 | französischer Klarinettist                                                           | 71    |       |
| 11. Juni | Vasa Čubrilović                 | serbischer Historiker und Politiker                                                  | 93    |       |
| 11. Juni | Erwin Koppen                    | deutscher Literaturwissenschaftler, Romanist und Germanist                           | 60    |       |
| 11. Juni | John H. Manley                  | US-amerikanischer Physiker                                                           | 82    |       |
| 11. Juni | Oldřich Nejedlý                 | tschechoslowakischer Fußballspieler                                                  | 80    |       |
| 11. Juni | Bert Norris                     | britischer Marathonläufer                                                            | 91    |       |
| 12. Juni | Jean Darrouzès                  | französischer Byzantinist                                                            | 78    |       |
| 12. Juni | Georg Meistermann               | deutscher Maler, Zeichner und Graphiker                                              | 78    |       |
| 12. Juni | Terence O’Neill                 | nordirischer Politiker und Premierminister                                           | 75    |       |
| 12. Juni | Boris Ieremijewitsch Werkin     | ukrainischer Tieftemperaturphysiker                                                  | 70    |       |
| 13. Juni | Barbara Claßen                  | deutsche Weltmeisterin und Europameisterin im Judo                                   | 32    |       |
| 13. Juni | Ra’ana Liaquat Ali Khan         | pakistanische Frauenrechtlerin, Politikerin und Wissenschaftlerin                    | 85    |       |
| 13. Juni | Alfred Stiehm                   | deutscher Politiker (SPD), MdL                                                       | 84    |       |
| 14. Juni | Erna Berger                     | deutsche Sopranistin                                                                 | 89    |       |
| 14. Juni | Joachim Günther                 | deutscher Publizist und Erzähler                                                     | 85    |       |
| 14. Juni | Ralf Liivar                     | estnischer Fußballspieler                                                            | 87    |       |
| 14. Juni | Heinrich Reinhardt              | deutscher Schachmeister                                                              | 87    |       |
| 14. Juni | Albrecht Schlee                 | deutscher Politiker (CSU), MdB                                                       | 79    |       |
| 15. Juni | Nobuo Arai                      | japanischer Schwimmer                                                                |       |       |
| 15. Juni | Raymond Huntley                 | britischer Schauspieler                                                              | 86    |       |
| 15. Juni | George Nakashima                | US-amerikanischer Architekt, Designer und Möbeltischler japanischer Herkunft         | 85    |       |
| 15. Juni | Leonard Sachs                   | britischer Schauspieler                                                              | 80    |       |
| 16. Juni | Thomas George Cowling           | britischer Astronom und Mathematiker                                                 | 83    |       |
| 16. Juni | Gerhard Grimm                   | Beamter der Geheimen Staatspolizei (Gestapo)                                         | 79    |       |
| 16. Juni | Karl Metz                       | österreichischer Geologe                                                             | 80    |       |
| 16. Juni | Ruedi Walter                    | Schweizer Volksschauspieler und Kabarettist                                          | 73    |       |
| 17. Juni | Henri Debidour                  | französischer Arzt, Sanitätsoffizier und Politiker, Mitglied der Nationalversammlung | 82    |       |
| 17. Juni | Wolfgang Diehl                  | Schweizer Jurist und Alpinist                                                        |       |       |
| 17. Juni | Dick Elffers                    | niederländischer Grafiker, Maler und Bildhauer                                       | 79    |       |
| 17. Juni | Antonius H. Gunneweg            | niederländischer protestantischer Theologe                                           | 68    |       |
| 17. Juni | Jens von der Lippe              | norwegischer Keramikkünstler, Lehrer, Kunstschriftsteller                            | 78    |       |
| 17. Juni | Ilse Nierade                    | deutsche Politikerin (Neues Forum), Mitglied der ersten freien Volkskammer der DDR   | 47    |       |
| 17. Juni | Kurt Sopart                     | deutscher Fußballspieler                                                             | 65    |       |
| 18. Juni | Wilhelm Bernsdorf               | deutscher Soziologe                                                                  | 86    |       |
| 18. Juni | Ulli Melkus                     | deutscher Automobilrennfahrer                                                        | 40    |       |
| 18. Juni | Adolf Reinhardt                 | deutscher Fußballschiedsrichter                                                      | 88    |       |
| 19. Juni | Isobel Andrews                  | in Schottland gebürtige neuseeländische Autorin und Drehbuchautorin                  | 84    |       |
| 19. Juni | Carlo Bagno                     | italienischer Schauspieler                                                           | 70    |       |
| 19. Juni | Charles R. Farnsley             | US-amerikanischer Politiker                                                          | 83    |       |
| 19. Juni | Steen Eiler Rasmussen           | dänischer Architekt, Stadtplaner und Hochschullehrer                                 | 92    |       |
| 19. Juni | Hillevi Svedberg                | schwedische Architektin                                                              | 79    |       |
| 19. Juni | Karel Sys                       | belgischer Boxer                                                                     | 76    |       |
| 20. Juni | Ina Balin                       | US-amerikanische Schauspielerin                                                      | 52    |       |
| 20. Juni | Kōsaku Yosida                   | japanischer Mathematiker                                                             | 81    |       |
| 20. Juni | Karl Schimmelpfennig            | deutscher Agrarwissenschaftler und Tierzuchtdirektor                                 | 88    |       |
| 21. Juni | Rudolf Alexander Agricola       | deutscher Bildhauer                                                                  | 78    |       |
| 21. Juni | Luisa Aiani                     | italienische Architektin und Designerin                                              | 75    |       |
| 21. Juni | June Christy                    | US-amerikanische Jazzsängerin                                                        | 64    |       |
| 21. Juni | August Closs                    | österreichisch-britischer Literaturwissenschaftler                                   | 91    |       |
| 21. Juni | Dieter Hucks                    | deutscher Boxer                                                                      | 71    |       |
| 21. Juni | Lucy Millowitsch                | deutsche Schauspielerin und Theaterleiterin                                          | 84    |       |
| 22. Juni | Jean Baillou                    | französischer Diplomat, Historiker und Romanist                                      | 84    |       |
| 22. Juni | Ilja Michailowitsch Frank       | russischer Physiker, 1958 Nobelpreis für Physik                                      | 81    |       |
| 22. Juni | Elizabeth Harwood               | britische Opernsängerin (Sopran)                                                     | 52    |       |
| 22. Juni | Heino Messerschmidt             | bedeutender Tierzüchter und Verwaltungslandwirt                                      | 74    |       |
| 22. Juni | Hans Ostermann                  | deutscher Architekt                                                                  | 92    |       |
| 23. Juni | Karl Dietrich Erdmann           | deutscher Historiker                                                                 | 80    |       |
| 23. Juni | Reinhold Olesch                 | deutscher Slawist und Sprachwissenschaftler                                          | 79    |       |
| 24. Juni | William Kneale                  | britischer Logikhistoriker und Wissenschaftsphilosoph                                | 84    |       |
| 24. Juni | Gerhard Krüger                  | deutscher Wirtschaftswissenschaftler, Rektor der Bergakademie Clausthal              | 85    |       |
| 24. Juni | Hugo Rastetter                  | deutscher Fußballspieler                                                             | 70    |       |
| 24. Juni | Germán Suárez Flamerich         | venezolanischer Politiker, Präsident von Venezuela                                   | 83    |       |
| 24. Juni | José Varani                     | brasilianischer Geistlicher, römisch-katholischer Bischof von Jaboticabal            | 74    |       |
| 25. Juni | Cornelis Christiaan Berg        | niederländischer Philologe und Historiker, Indonesienforscher                        | 89    |       |
| 25. Juni | Sydney Boehm                    | US-amerikanischer Drehbuchautor und Filmproduzent                                    | 82    |       |
| 25. Juni | Robert Carney                   | US-amerikanischer Offizier, Admiral der United States Navy                           | 95    |       |
| 25. Juni | Peggy Glanville-Hicks           | australische Komponistin                                                             | 77    |       |
| 25. Juni | Ronald Gene Simmons             | US-amerikanischer Massenmörder                                                       | 49    |       |
| 25. Juni | John Stoll                      | britischer Artdirector und Szenenbildner                                             | 76    |       |
| 26. Juni | Albert Byrd                     | US-amerikanischer Radrennfahrer                                                      | 74    |       |
| 26. Juni | Hubert Ebner                    | deutscher Radsportler                                                                | 84    |       |
| 26. Juni | Werner Kloos                    | deutscher Kunsthistoriker und Museumsdirektor                                        | 80    |       |
| 26. Juni | J. C. R. Licklider              | US-amerikanischer Psychologe und Informatiker                                        | 75    |       |
| 26. Juni | Helmut Plath                    | deutscher Museumsdirektor und Archäologe                                             | 79    |       |
| 26. Juni | Glen Milton Storr               | australischer Herpetologe und Ornithologe                                            | 68    |       |
| 27. Juni | Jochen Brockmann                | deutscher Schauspieler                                                               | 70    |       |
| 27. Juni | Don Greenwood junior            | US-amerikanischer Innenrequisiteur                                                   | 61    |       |
| 27. Juni | Irmgard Gylstorff               | deutsche Naturwissenschaftlerin und erste westdeutsche Professorin für Tiermedizin   | 78    |       |
| 27. Juni | Johann Christoph Hampe          | deutscher protestantischer Theologe, Journalist und Schriftsteller                   | 77    |       |
| 27. Juni | Lambert Anthony Hoch            | US-amerikanischer Geistlicher, Bischof von Sioux Falls                               | 87    |       |
| 27. Juni | Josef Clemens Maurer            | deutscher Geistlicher, katholischer Erzbischof und Kardinal                          | 90    |       |
| 28. Juni | Herbert Jobst                   | deutscher Schriftsteller                                                             | 74    |       |
| 28. Juni | Jacques Maziol                  | französischer Politiker (RPF, UNR, RPR), Mitglied der Nationalversammlung            | 72    |       |
| 28. Juni | Walter Pongratz                 | niederösterreichischer Heimatforscher und Bibliothekswissenschaftler                 | 78    |       |
| 28. Juni | Dudu Pukwana                    | südafrikanischer Jazzmusiker                                                         | 51    |       |
| 29. Juni | Ruud Brink                      | niederländischer Jazz-Saxophonist und Klarinettist                                   | 52    |       |
| 29. Juni | Karl Flinner                    | deutscher Fußballspieler                                                             | 68    |       |
| 29. Juni | Hans-Rudolf Kurz                | Schweizer Militärhistoriker                                                          | 75    |       |
| 29. Juni | Hans Schwerdtfeger              | deutsch-australisch-kanadischer Mathematiker                                         | 87    |       |
| 29. Juni | Irving Wallace                  | US-amerikanischer Schriftsteller, Drehbuchautor                                      | 74    |       |
| 30. Juni | Karl Ernst Demandt              | deutscher Historiker                                                                 | 81    |       |
| 30. Juni | Ernst Hölder                    | deutscher Mathematiker                                                               | 89    |       |
| 30. Juni | Matthias Baader Holst           | deutscher Schriftsteller und Bibliothekar                                            |       |       |
| Juni     | Jaime Cerrón Palomino           | peruanischer Philosoph und Hochschullehrer                                           | 52    |       |
| Juni     | Lewis E. Ciannelli              | US-amerikanischer Schauspieler und Synchronsprecher                                  | 67    |       |
| Juni     | Jewgenija Iwanowna Setschenowa  | sowjetische Leichtathletin                                                           | 71    |       |